# Vilém Fibich
Vilém Fibich též Wilhelm Fibich (29. července 1888 Zelów – 23. prosince 1959 Myslibořice) byl polský evangelický duchovní české národnosti.
Narodil se v české exulantské komunitě v Zelově. V únoru 1920 byl ordinován na reformovaného duchovního. V letech 1920–1930 a 1935–1938 byl farářem v rodné obci; roku 1925 se podílel na oslavách 100. výročí založení sboru. V letech 1930–1935 byl vojenským kaplanem v Toruni. Po Druhé světové válce emigroval do Československa a sloužil ve Slezské církvi evangelické augsburského vyznání, nejprve jako katecheta v Třinci (1949–1950), následně jako vikář v Orlové (1950–1954).